# Eyrolles
Pour l’article ayant un titre homophone, voir Ayroles.
Cet article possède un paronyme, voir Léon Eyrolles.
Cet article concerne la maison d'édition. Pour la commune de la Drôme, voir Eyroles.
 (septembre 2024).
Si vous disposez d'ouvrages ou d'articles de référence ou si vous connaissez des sites web de qualité traitant du thème abordé ici, merci de compléter l'article en donnant les références utiles à sa vérifiabilité et en les liant à la section « Notes et références ».
Le groupe Eyrolles est un éditeur indépendant français spécialisé dans l'édition, la librairie et la diffusion. Fondé en 1925 par Léon Eyrolles, il est devenu un acteur majeur parmi les éditeurs indépendants en France. En 2023, Paul-Antoine Eyrolles occupe le poste de directeur général, avec Marie Allavena comme directrice générale déléguée.
Depuis les années 2000, le groupe a diversifié ses activités, en se tournant vers des domaines tels que le développement personnel et la jeunesse. Il possède la Librairie Eyrolles à Paris et diffuse une centaine d'éditeurs par le biais de Geodif.

## Librairies
- Librairie parisienne : 55-61 boulevard Saint-Germain.
- Librairie en ligne : Eyrolles.com (créée en 1999).
- Anciennes : Librairie de campus ESSEC (fermée en 2019), Librairie de Provence (fermée en mars 2019).
- Au Maroc : librairies de Rabat et Ben Guerir[1]